# Hannes Kolehmainen
Johannes (Hannes) Pietari Kolehmainen, 9. prosince 1889 Kuopio – 11. ledna 1966 Helsinky, byl finský atlet, běžec na dlouhé tratě. Byl prvním slavným finským vytrvalcem a předchůdcem Paava Nurmiho. Několikrát překonal světové rekordy, byl trojnásobným olympijským vítězem na 5. letních olympijských hrách 1912 ve Stockholmu a vítězem olympijského maratonu v roce 1920.

## Životopis
Kolehmainen pocházel z Kuopia, jeho rodina byla sportovně založena, vytrvalostně běhali i jeho starší bratři Willy a Tatu. Tatu Kolehmainen se dokonce účastnil maratónu na olympiádě ve Stockholmu a dlouho vedl, jenže když byl na 35. km předstižen, marný boj vzdal. Hannes začal běhat jako „teenager“ a roce 1911 dosáhl prvního mistrovského titulu na 4 míle.
Na olympiádě 1912 zvítězil v běhu na 5 000 m, při němž překonal světový rekord, který měl poprvé hodnotu pod 15 minut. V mezičase tohoto běhu vytvořil i SR na 3 km. Dalších vítězství dosáhl v běhu na 10 km a v přespolním běhu na 12 km, v týmové soutěži této disciplíny získal stříbro. Zrušení olympijských her v Berlíně r. 1916 Kolehmainenovu kariéru zřejmě ochudilo o další úspěchy.
Svůj první maratónský běh absolvoval Kolehmainen roku 1907. Většího úspěchu dosáhl při významném Bostonském maratónu v roce 1917 a především na 7. letních olympijských hrách v Antverpách r. 1920. 20. října 1912 vytvořil Kolehmainen neoficiální světový rekord v maratónu (2:29:39,2 h). Později ještě Kolehmainen vytvořil světové rekordy na 25 a 30 km. V roce 1924 na 8. LOH v Paříži se pokusil znovu o start v maratónu, ale již to bylo nad jeho síly a vzdal.
Roku 1952 byl Hannes Kolehmainen poctěn úkolem zapálit olympijský oheň při otevíracím ceremoniálu 15. LOH v Helsinkách, když na stadión přinesl oheň další legendární finský vytrvalec Paavo Nurmi.

## Kolehmainen na olympijských hrách

### 5. olympijské hry Stockholm 1912
Už roku 1908 se Finové rozhodli, že při jejich olympijských úspěších nebude vyvěšována žádná vlajka, protože Finsko bylo v té době součástí Ruska. Když lord Noel-Baker gratuloval Kolehmainenovi k vítězství a ukazoval mu ruskou vlajku, ten prohlásil, než by viděl na svou počest vlát tuto vlajku, že by raději nezvítězil. Tato věta získala ve Finsku Hannesovi velkou popularitu.

#### Běh na 5 000 m
Běh na 5 km se běžel ve Stockholmu na olympiádě vůbec poprvé. Startovalo 31 běžců z 11 zemí, kteří byli rozděleni do pěti semifinálových běhů. První tři z každého běhu se kvalifikovali do finále. Hannes Kolehmainen běžel ve čtvrtém semifinále, v němž porazil další postupující, Švéda J. Nordströma a Američana Tell Bernu. Vítěz 1. semifinále Američan George Bonhag vytvořil v prvním semifinále základní olympijský rekord 15:22,6 min, byl překonán v pátém semifinále Francouzem Jeanem Bouinem na 15:05,0 min. Boj o vítězství ve finále mezi Kolehmainenem a Bouinem byl urputný a Kolehmainen zvítězil o pouhou desetinu sekundy ve světovém a olympijském rekordu 14:36,6 min. Daleko zpět byl Brit George Hutson na bronzovém místě.

#### Běh na 10 000 m
Běh na 10 km nahradil běh na 5 mil z předchozí olympiády, ve třech semifinálových bězích startovalo celkem 30 závodníků ze 13 zemí, český reprezentant Vladimír Penc skončil v 1. semifinále mezi poraženými. Toto semifinále vyhrál Hannes Kolehmainen, který ustavil základní olympijský rekord 33:49,0 min, za ním skončil Kanaďan B. Keeper a Francouz Gaston Heuet. Z každého semifinále postupovalo do finále pět běžců, ve druhém L. Richardson ještě Kolehmainenův rekord překonal, ale finále snad ani nedoběhl. Kolehmainen si mohl vzít ve finále olympijský rekord snadno zpět (31:20,8 min), za ním skončil Američan Lewis Tewanima, třetí byl další Fin Albin Stenroos.

#### Přespolní běh na 12 km - jednotlivci
Tento běh se běžel na OH poprvé a naposledy. Startovalo 46 závodníků z 10 zemí přímo finále. Zvítězil Hannes Kolehmainen v čase 45:11,6 min, druhý byl o plných dvacet sekund zpět Švéd Hjalmar Andersson, třetí další Švéd John Eke.

#### Přespolní běh na 12 km - družstva
Tato disciplína se neběžela samostatně, ale byla součástí závodu jednotlivců, klasifikováni mohli být 42 závodníci ze 6 zemí, které postavily alespoň tři běžce, protože se do soutěže družstev sčítalo pořadí tří nejlepších z družstva. USA nebyly klasifikovány, protože z pěti závodníků doběhli jen dva. Zvítězilo Švédsko před Finskem, za které bodovali Hannes Kolehmainen, Jalmari Eskola a Albin Stenroos. Třetí byla Velká Británie.

### 7. olympijské hry Antverpy 1920

#### Maratón
V Antverpách běžel Hannes Kolehmainen maratón. Na start se postavilo 42 závodníků ze 17 zemí. Přes polovinu trati vedl Ital E. Blasi s Jihoafričanem Ch. Gitshamem, ale na dvacátém kilometru nastoupili Kolehmainen a Lossmann, ze skupinky odpadl nejdříve Ital a pak i Gitsham. Kolehmainen vyhrál, třebaže to neměl vůbec lehké, jeho čas 2:32:35,8 h byl jen o třináct sekund lepší než dosáhl stříbrný Estonec Jüri Lossmann, zato Ital Valerio Arri byl zpátky o plné čtyři minuty.

### 8. olympijské hry Paříž 1924

#### Maratón
V maratónu na olympiádě v Paříži zvítězil jiný Fin, Albin Stenroos před Romeem Bertinim z Itálie a C. DeMarem z USA. Maratón byl již nad síly Kolehmainena, který vzdal.